# Проспект Князя Володимира Великого
Проспект Князя Володимира Великого — проспект в місті Одеса, розташований в Пересипському районі, місцевість Лузанівка (на початку), селище Котовського. Пролягає від Миколаївської та Південної доріг до межі міста.
Проспект перетинають вулиці Шептицького, Глаубермана, провулок Лесі Українки, вулиці Кишинівська, Йосипа Фішера, Євгена Крамаренка, Олександра Богомольця, Марсельська, Академіка Заболотного, Давида Ойстраха, Владислава Бувалкіна, Віталія Блажка та 28 бригади.

## Історія
Виникла у 1958 році без назви. Офіційна назва з осені 1971 року на честь радянського льотчика-космонавта Георгія Добровольського. 26 липня 2024 року розпорядженням Начальника Одеської ОВА проспект Добровольського перейменована на проспект Князя Володимира Великого.